# Bridget Jones - På randen af fornuft (film)
Bridget Jones - På randen af fornuft er en romantisk komediefilm instrueret af Beeban Kidron fra 2004, baseret på Helen Fielding' roman af samme navn. Den har Renée Zellweger i hovedrollen som Bridget Jones. Det er efterfølgeren til Bridget Jones' dagbog (2001).

## Medvirkende
- Renée Zellweger som Bridget Jones
- Colin Firth som Mark Darcy
- Hugh Grant som Daniel Cleaver
- Shirley Henderson som Jude
- Gemma Jones som Palm Jones
- Lucy Joyce som Constance
- Sally Phillips som Shazza
- James Callis som Tom
- Jim Broadbent som Colin Jones
- Jacinda Barrett som Rebecca